# Фурт (Нижняя Бавария)
Фурт (нем. Furth) — община в Германии, в Республике Бавария. Община расположена в правительственном округе Нижняя Бавария в районе Ландсхут и непосредственно подчиняется управлению административного сообщества Фурт, являясь его центром. Население составляет 3354 человека (на 31 декабря 2010 года). Занимает площадь 20,97 км².

## Население
По оценке на 31 декабря 2015 года население общины Фурт составляет 3529 чел. 

| Дата      | 1840 | 1871 | 1900 | 1925 | 1939 | 1950 | 1961 | 1970 | 1987 | 2011 |
| --------- | ---- | ---- | ---- | ---- | ---- | ---- | ---- | ---- | ---- | ---- |
| Население | 959  | 1090 | 1197 | 1277 | 1251 | 1941 | 1582 | 1618 | 2154 | 3428 |

| Год       | 1960 | 1970 | 1980 | 1990 | 2000 | 2009 | 2010 | 2011 | 2012 | 2013 | 2014 | 2015 |
| --------- | ---- | ---- | ---- | ---- | ---- | ---- | ---- | ---- | ---- | ---- | ---- | ---- |
| Население | 1614 | 1678 | 1980 | 2386 | 2959 | 3317 | 3354 | 3432 | 3469 | 3459 | 3491 | 3529 |